# Lubienka II (gmina)
Lubienka II – dawna gmina wiejska funkcjonująca w Polsce na początku lat 20. na Lubelszczyźnie. Siedzibą władz gminy był Dubów.
Gmina Lubienka I powstała podczas I wojny światowej w związku z podziałem gminy Lubienka na dwie jednostki.
Poniższa tabela przedstawia uproszczony schemat częstych zmian dwóch podstawowych jednostek: południowo-wschodniej i północno-zachodniej, nie posiadających fizycznej łączności ze sobą przez obszar miasta Łomazy (przekształconego w 1870 w gminę Łomazy).
| Rok  | Gmina pd-wsch.   | Gmina pn-zach.    |
| ---- | ---------------- | ----------------- |
| 1868 | gmina Huszcza    | gmina Lubienka    |
| 1880 | gmina Lubienka   | gmina Lubienka    |
| 1921 | gmina Lubienka I | gmina Lubienka II |
| 1925 | gmina Lubienka   | gmina Lubienka    |
| 1926 | gmina Huszcza    | gmina Dubów       |

W okresie międzywojennym gmina Lubienka II należała do powiatu bialskiego w woj. lubelskim. Gmina składała się z miejscowości: Aleksandrówka, Antoniówka, Bessarabów, Bielany, Burwin, Chodowo, Dubowska Wola, Dubów (wieś i folwark), Dziegciarka, Hulanka, Janówka, Korczowska Wólka (wieś i folwark), Korczówka, Krasówka (kolonia i folwark), Lorcia, Lubatynek, Malinowszczyzna, Michałówka, Młyniec, Naliwajki, Obrożek, Ostrówek, Piotrówka, Prokopówka i Złamany Most. Początkowo koegzystowała wraz z sąsiednią gminą Lubienka I, lecz później obie jednostki występują jako jedna wspólna gmina Lubienka. Brak informacji o dacie komasacji obu gmin, ale musiało się to wydarzyć po 1 lipca 1923.
W 1926 roku z części gminy Lubienka odpowiadającej obszarowi dawnej gminy Lubienka II (oraz z części gminy Swory) utworzono gminę Dubów.